# 직업 윤리
직업윤리(職業倫理)는 개인과 기업의 예측되는 행동 기준을 아우른다.
하나의 일이나 직업에 임할 경우 직업에 따라 사물을 보는 방식이나 가치관이 다르다고 생각되지만 일반적으로 노동이나 직업에 대한 인간 자신의 기본적인 태도나 자세가 문제가 된다. 일찍이 막스 베버(Max Weber, 1864-1920)는 직업과 노동에 대해서 "신이 바라는 것에 대하여 인간이 해야 할 자기목적, 즉 신의 은총·영광을 더하기 위해서 인간으로서 해야 할 사명 내지 의무인 것이다"라고 설명하여 특히 그리스도교도의 직업윤리를 분명히 했던 것이다. 이것 또한 일종의 직업윤리로 보아도 좋을 것이다.현대에도 교사·사회복지직원·종교인 등은 흔히 '성직(聖職)'이라고 부르고 또 그렇게 생각되고 있지만 아주 엄한 도덕률을 요구하는 '가치관', '직업관'이 있는데도 있다. 또 자연과학계통에서 일하는 사람과 사회과학계통에서 일하는 사람과의 사이에는 각각 직업에 따라 당연히 상위한 가치관을 가지고 있는 것이다. 그러나 현대의 사회에서 인간은 자기 실현을 할 수 있는 일이나 방법을 올바로 이해하고 그것을 획득하여 가는 것이 일생의 직무라는 사고방식이 나타나고 있으며, 또 그처럼 개별화되고 전문화된 일이나 직무가 상호 경합·협력하고 또한 조정되지 않으면 안 된다. 그것에 의하여 금후의 공업화된 사회의 발전이 이룩될 수 있다고 하는 사고방식이 존재한다.

## 같이 보기
- 기업윤리